# Arxiu Municipal de Sant Pere de Ribes
L'Arxiu Municipal de Sant Pere de Ribes (AMSPR) és l'arxiu municipal i arxiu històric responsable de reunir, conservar, organitzar, descriure i difondre la documentació històrica del municipi de Sant Pere de Ribes.

## Història
Hi ha constància de l'existència de l'Arxiu Municipal en documents del segle xviii. Tanmateix, no és fins a l'any 1980 que s'inicien els primers treballs de tractament arxivístic a Can Riba, un edifici annex a la Casa de la Vila, on estaven disposats els fons originàriament, i que donaran fruit a l'establiment de l'Arxiu Històric del Comú de Ribes.
El 1991 es trasllada la documentació històrica, uns 223 metres lineals (ml.), al segon pis de Can Salvador Miret, on s'elabora un inventari complet i el 1996 es posa a disposició de la ciutadania.
En els darrers anys s'ha consolidat el servei de préstec i consulta, d'ordre intern i extern, tant al nucli de Ribes com a Les Roquetes; s'ha normalitzat la transferència de documentació; s'han modernitzat les instal·lacions; i s'ha elaborat el reglament de funcionament en 2010.
L'Arxiu Municipal de Sant Pere de Ribes està adherit a la Xarxa d'Arxius Municipals (XAM) de la Diputació de Barcelona i, des del 2009, s'integra en el Sistema d'Arxius de Catalunya (SAC). Al Directori d'Arxius de la Generalitat de Catalunya se li ha atorgat l'acrònim AMSPR.

## Edifici
Els fons de l'Arxiu Municipal estan disposats en dos espais: el dipòsit documental de la Casa de la Vila, edifici de 1893 situat a la Plaça de la Vila, número 1, de Sant Pere de Ribes; i el dipòsit de Serveis Territorials a la Vinya d'en Petaca del nucli de Les Roquetes, equipament institucional inaugurat l'any 2004. En aquest últim ja es va preveure l'adequació de l'espai i les instal·lacions necessàries que havia de tenir l'arxiu.
Ambdues seus es van acabar de condicionar el juny del 2009 amb l'adquisició de nou mobiliari (armaris compactes i planeres), que ha permès millorar l'organització i la conservació dels documents, reordenar els espais i augmentar notablement la capacitat de l'Arxiu, arribant a un total de 1.721 ml. D'aquests, uns 721 ml. corresponen a l'edifici de la Casa de la Vila i uns 1.000 ml., al dipòsit de la Vinya d'en Petaca.